# Francisco Villa, Nayarit
Francisco Villa är en ort i Mexiko.   Den ligger i kommunen Rosamorada och delstaten Nayarit, i den centrala delen av landet, 700 km väster om huvudstaden Mexico City. Francisco Villa ligger 4 meter över havet och antalet invånare är 861.
Terrängen runt Francisco Villa är platt åt sydväst, men åt nordost är den kuperad. Runt Francisco Villa är det glesbefolkat, med 18 invånare per kvadratkilometer. Närmaste större samhälle är La Presa, 15,2 km norr om Francisco Villa. I omgivningarna runt Francisco Villa växer i huvudsak lövfällande lövskog.